# Мянтюранта, Ээро
Э́эро А́нтеро Мя́нтюранта (фин. Eero Antero Mäntyranta; 20 ноября 1937, Пелло — 30 декабря 2013, Оулу) — финский лыжный гонщик, трёхкратный олимпийский чемпион. Завоевав 7 медалей на четырёх зимних Олимпийских играх, Мянтюранта является одним из самых успешных финских лыжников за всю историю. За свои невероятные успехи на Олимпийских играх 1964 года получил прозвище Mister Seefeld (по названию места проведения лыжных гонок на этой Олимпиаде).
Мянтюранта — первый финский спортсмен с положительным результатом на допинг-тесте. Во время национального чемпионата 1972 года в его пробе были найдены следы амфетаминов, однако результаты были скрыты. После Олимпийских игр в Саппоро этот факт всплыл, однако Мянтюранта его отрицал. Позже он признал, что колол себе гормоны, которые во время его выступлений не были запрещены.
По словам Вячеслава Веденина, олимпийского чемпиона 1972 года в гонке 30 км и эстафете 4 x 10 км, Мянтюранта всегда обгонял соперников «по-джентльменски».
В последние годы жизни занимался разведением северных оленей у себя на родине в Пелло. Скончался 30 декабря 2013 года в Оулу после продолжительной болезни., похоронен в Пелло.